# Peterpan
诺亚，是万隆，西爪哇，印度尼西亚的流行摇滚乐队。诺亚始建于2000年。

## 資料概括
1997年他們在學生年代已結識並一起組樂團，在萬隆不停在學校、街道表演。
本來樂團沒有特定的名稱，隊長Andika建議用Peterpan的名稱，是一個卡通人物的名字，Andika更提過其他性質的名稱，如米奇老鼠、蜘蛛俠、X戰警候選的名稱，但最後決定用了Peterpan作為樂團名稱，Peterpan於2000年9月1日正式成立。
2000年簽約唱片公司，正式踏入主流樂壇。推出第一張專輯《Taman Langit》（空中花園），以三首歌曲：《Sahabat》（好兄弟）、《Mimpi yang Sempurna》（完美的夢）、《Taman Langit》（空中花園）作主打歌曲，起初外界不看好這隊新樂團，因為印尼樂壇的搖滾樂團太多，競爭激烈。可是當Mimpi yang Sempurna（完美的夢）在電視、電台播出時，居然大獲好評，由於歌詞表面容易明白，加上旋律簡快、悅耳，慢慢地這曲成為了印尼民眾耳內不能忘記的歌曲，連吉他賣藝者、酒吧樂團也經常彈奏此曲。最終Peterpan樂團第一張專輯短期內賣出15萬張，這是令人驚喜的數字，因為當時印尼音樂界正處於冰河時期。
2004年，Peterpan樂團推出第二張專輯–Bintang Di Surga（天堂裡的星星），結果專輯內10首歌曲也成了大熱作，推出後兩星期已賣出35萬張，直至現在銷量已逾300萬張。《Bintang Di Surga》內的一首《Mungkin Nanti》（也許後來），這首悅耳的搖滾情歌曾經紅遍整個東南亞地區。

### 性爱片事件
阿里尔是流行乐队“彼得潘”（Peterpan）的主唱，是印尼最受欢迎的男歌手之一，外貌俊朗，深受少女欢迎。他曾被控与两名电视女艺人塔里和玛雅发生性关系时，自拍多段色情视频，但那些视频片段外泄及在网上广泛流传，引发轩然大波。
Peterpan主唱阿里尔(Nazril "Ariel"Irham)，曾因当地时间2011年1月31日被法庭判处入狱3年半。据当地新闻报道指，这宗著名男歌手因为于2010年遗失笔记本电脑而使得里头的重要文件泄露，包括其性爱影片。这起色情视频事件震动整个印尼文化圈，也伤尽了阿里尔万千歌迷的心。之后阿里爾（Nazril Ariel）在二十二日已就網路流傳他與兩名女藝人的兩段自拍性愛影片，向雅加達警方自首。自首之后，印尼警方副發言人魯比斯对媒体說：「警方先前認為阿里爾涉嫌違反《反色情法》。阿里爾在今天凌晨三時自首，他若沒有自首，我們也會將他逮捕。」
在阿里爾拍攝的兩段自拍性愛影片中，他於不同場所分別與廿六歲現任女友瑪雅（Luna Maya）及卅二歲前女友塔莉（Cut Tari）性交。醜聞爆發後，這兩位女星的影藝事業岌岌可危，代言廣告都遭贊助商除名。警方表示，已婚的塔莉將因通姦罪嫌而面臨九個月徒刑。
法院于2011年31日早上判决时，大批歌迷到庭旁听，当法官宣布判处阿里尔入狱时，许多歌迷都表示愤怒。
当局控告阿里尔违反了印尼的反色情法，法庭较早时裁定他罪名成立。法官判刑时指出，在整桩事件中，阿里尔“没有流露出悔意”，也没有尝试阻止色情视频在网上流传。除入狱外，法官还判处阿里尔2.5万美元罚款。
3年半后，在阿里尔出狱后，Peterpan乐团更名为Noah，重新出发，并重新翻唱一些以往的歌曲，重获海内外歌迷的欢迎。一些印尼肥皂剧更是使用该翻唱歌曲作为主题曲。

## 專輯
| 年份 | 名稱                      | 意思                                  | 曲風               | 發賣日 |
| ---- | ------------------------- | ------------------------------------- | ------------------ | ------ |
| 2002 | Kisah 2002 Malam          | 2002 Night Story（2002夜物语）        | 流行搖滾、Pop Rock | 2002   |
| 2003 | Taman Langit              | Sky Garden（空中花园）                | 流行搖滾、Pop Rock | 2003   |
| 2004 | Bintang Di Surga          | The Stars In heaven（天堂裡的星星）   | 流行搖滾、Pop Rock | 2004   |
| 2005 | OST. Alexandria           | OST. Alexandria（原声亚历山大）       | 流行搖滾、Pop Rock | 2005   |
| 2007 | Hari Yang Cerah           | A Bright Day（明亮的一天）            | 流行搖滾、Pop Rock | 2007   |
| 2008 | Sebuah Nama Sebuah Cerita | A Name, A Story（一个名字，一个故事） | 流行搖滾、Pop Rock | 2008   |
| 2012 | Seperti Seharusnya        | As Should It Be（因为它应该是）       | 流行搖滾、Pop Rock | 2012   |
| 2014 | Second Chance             | Second Chance（第二次机会）           | 流行搖滾、Pop Rock | 2014   |

## 外部連結
- 印尼銷量樂隊 - Peterpan（中文介紹）[]
- Peterpan中文字幕MV You Tube線上觀看
- （印尼文） official noah band website
- Peterpan Band（页面存档备份，存于）
- 歌詞翻譯網